# Sense and Sensibility (mini-série, 1971)
Sense and Sensibility est une mini-série britannique en quatre parties d'environ 45 minutes réalisée par David Giles, sur un scénario de Denis Constanduros, avec Joanna David dans le rôle d'Elinor Dashwood et Ciaran Madden dans celui de Marianne, diffusée du 9 au 30 janvier 1971 sur BBC 2.

## Distribution
- Joanna David : Elinor Dashwood
- Ciaran Madden : Marianne Dashwood
- Robin Ellis (en) : Edward Ferrars
- Richard Owens : le colonel Brandon
- Isabel Dean : Mrs Dashwood
- Michael Aldridge (en) : Sir John Middleton
- Sheila Ballantine : Lady Middleton
- Clive Francis : John Willoughby
- Patricia Routledge (en) : Mrs Jennings
- Milton Johns (en) : John Dashwood
- Esme Church (en) : Mary
- Kay Gallie : Fanny Dashwood
- David Belcher : Robert Ferrars
- Frances Cuka : Lucy Steele
- Maggie Jones : Nancy Steele
- David Strong : Mr Palmer
- Jo Kendall (en) : Charlotte Palmer

## Fiche technique
- Durée : 180 min (quatre épisodes de 45 min)
- Réalisateur : David Giles
- Scénariste : Denis Constanduros
- Producteur : Martin Lisemore
- Création des décors : Stephen Bundy
- Responsable des costumes : Charles Knode
- Son : Tony Miller